# Algirdas
Algirdas (bielorrusso: Альгерд, russo: Ольгерд, polonês: Olgierd, de 1296 a 1377) foi um monarca da Lituânia medieval. Ele governou os lituanos e os rutenos de 1345 a 1377. Com a ajuda de seu irmão Kęstutis (que defendeu a fronteira ocidental do ducado), ele criou um império que se estende dos atuais Estados bálticos até o Mar Negro e dentro de cinquenta milhas de Moscou.